# 富士テクニカ宮津
株式会社富士テクニカ宮津（ふじテクニカみやづ、英: FUJI TECHNICA & MIYAZU INC.）は、静岡県駿東郡清水町に本社を置く企業である。東洋鋼鈑株式会社の完全子会社。

## 特色
自動車用プレス金型と溶接治具製造が2本柱。
企業再生支援機構（現・地域経済活性化支援機構）の支援を受け、日本の金型製造業では当時第2位であった当社に次ぐ第3位の宮津製作所より金型関連事業の事業譲受して経営統合した。

## 沿革
- 1957年（昭和32年）2月 - 有限会社富士鉄工所設立。
- 1962年（昭和37年）4月 - 株式会社富士鉄工所改組。
- 1989年（平成元年）10月 - 株式会社富士テクニカに社名変更。
- 1998年（平成10年）3月 - 株式を店頭公開（現在のJASDAQ）。
- 2010年（平成22年）
  - 9月 - 企業再生支援機構（2013年3月に地域経済活性化支援機構へ商号変更）の支援決定を受ける。
  - 12月16日 - 企業再生支援機構の支援を受ける株式会社宮津製作所より金型関連事業の事業を譲受し、富士テクニカ宮津事業所とする[2]。
- 2011年（平成23年）7月 - 株式会社富士テクニカ宮津に社名変更。
- 2012年（平成24年）
  - 3月 - 子会社の株式会社富士テクニカサービスを清算。
  - 8月 - 連結子会社の株式会社富士アセンブリシステムの全株式を譲渡。
- 2013年（平成25年）5月23日 - フェニックス・キャピタル傘下のフェニックス･キャピタル・パートナーズ・ナイン投資事業有限責任組合及びフェニックス･キャピタル・パートナーズ・イレブン株式会社による株式公開買付けの結果、フェニックス・キャピタルグループが議決権所有割合で78.2%の株式を取得し親会社となる。地域経済活性化支援機構は保有全株式を株式公開買付けに応募し、親会社でなくなる[3]。
- 2014年（平成26年）6月26日 - 連結財務諸表における子会社及び関連会社の範囲の決定に関する適用指針16項（4）の適用により、フェニックス・キャピタルグループが親会社以外の支配株主になる[4]。
- 2016年（平成28年）
  - 2月12日 - 東洋鋼鈑株式会社が株式公開買付けを実施、フェニックス･キャピタル・パートナーズ・ナイン投資事業有限責任組合などから86.14%の株式を取得し、親会社となる[5][6]。
  - 4月13日 - 東洋鋼鈑株式会社が第二回株式公開買付けを実施、99.02%の株式を取得[7]。
  - 5月23日 - 上場廃止。
  - 5月26日 - 株式売渡請求により、東洋鋼鈑株式会社の完全子会社となる[8]。

## 所在地
- 本社・三島工場 - 静岡県駿東郡清水町
- 伊豆長岡工場 - 静岡県伊豆の国市
- 大泉工場 - 群馬県邑楽郡大泉町

## 製品
- 自動車用プレス金型
- 自動車用溶接治具

## 関係会社
- 烟台富士沃森技術有限公司
- 富士テクニカ宮津アメリカ社
- 富士テクニカ宮津フランス社
- フジテクニカインドネシア社
- 宮津マレーシア社
- 烟台三井富士汽車模具有限公司
- 富士瑞鵠技研（蕪湖）有限公司